# Peugeot 307
A Peugeot 307-et a Peugeot 2001-ben mutatta be, a Peugeot 306 utódjaként, amely 2002-ben tűnt el a kínálatból. A 307 vezetési dinamikája sohasem ért elődje nyomába. Ugyanakkor igen nagy utas- és csomagtérrel rendelkezett. 2002-ben az Európai év autója címet is elnyerte. Egyes dél-amerikai és ázsiai piacokon (például Argentínában, Chilében és Kínában) egészen 2014-ig a modellpaletta része maradt, annak ellenére, hogy Franciaországban már 2007 szeptemberében felváltotta az utódjának szánt 308-as.

## Története
A Mondial de l'Automobile autókiállításon mutatták be a Peugeot 307 Prométhée prototípust. Az európai piacra 2001-ben jutott el a Peugeot 306 utódjaként. Ausztráliában, Új-Zélandon és Ázsiában is árusították, az 1,6 literes és a 2 literes motorral működő változatból Mexikó is részesült. Szintén az utóbbi motorokkal volt kapható Brazíliában is.

## Tervezés
A 307 a 306 alvázának átdolgozott változatát használta, amit a Citroën Xsarában és a Citroën ZX-ben is megtalálhatunk. A 307 a 306-nál azonban minden dimenziójában nagyobb. A 307 követte az új stílust, amit a 206 és a 607 meghatározott ívelt lámpáival, kerek motorháztetőjével és erősen ferde szélvédőjével. 1510 milliméteres magasságával átmenetet képez a kisebb családi autók (1400–1450 mm) és a kompakt buszlimuzinok (1600-1650) között.

## Ráncfelvarrás
2005-ben a Peugeot 307 ráncfelvarráson esett át, hogy igazodjon a 2001-es premiere óta megjelent vetélytársaihoz. Az első fényszórókat és a motorháztetőt kicserélték, a profilját a 407-eséhez igazították. A hátsó lámpák is új kinézetet kaptak.

## Változatok
A Peugeot 307 három- és ötajtós ferde hátúként lépett piacra. 2002-ben kétfajta kombi jelent meg, a 307 Break és a 307 SW, amelyek majdnem teljesen egyformák. A Peugeot a kombi elkészítésével nem követte a Citroën Xsara Picasso példáját, hiszen nem kompakt buszlimuzint készített. Európában az előd sikeres limuzinja ellenére nem készítettek lépcsőshátú változatot, a szedánokat a ferde hátúaknál jobban kedvelő kínai és argentin piacokon viszont árusítottak limuzint is, Kínában 2004-től 2010-ig, Argentínában pedig 2006-tól 2010-ig. 2003-ban megjelent az európai kupék ellen a 307 CC is.

## Képgaléria

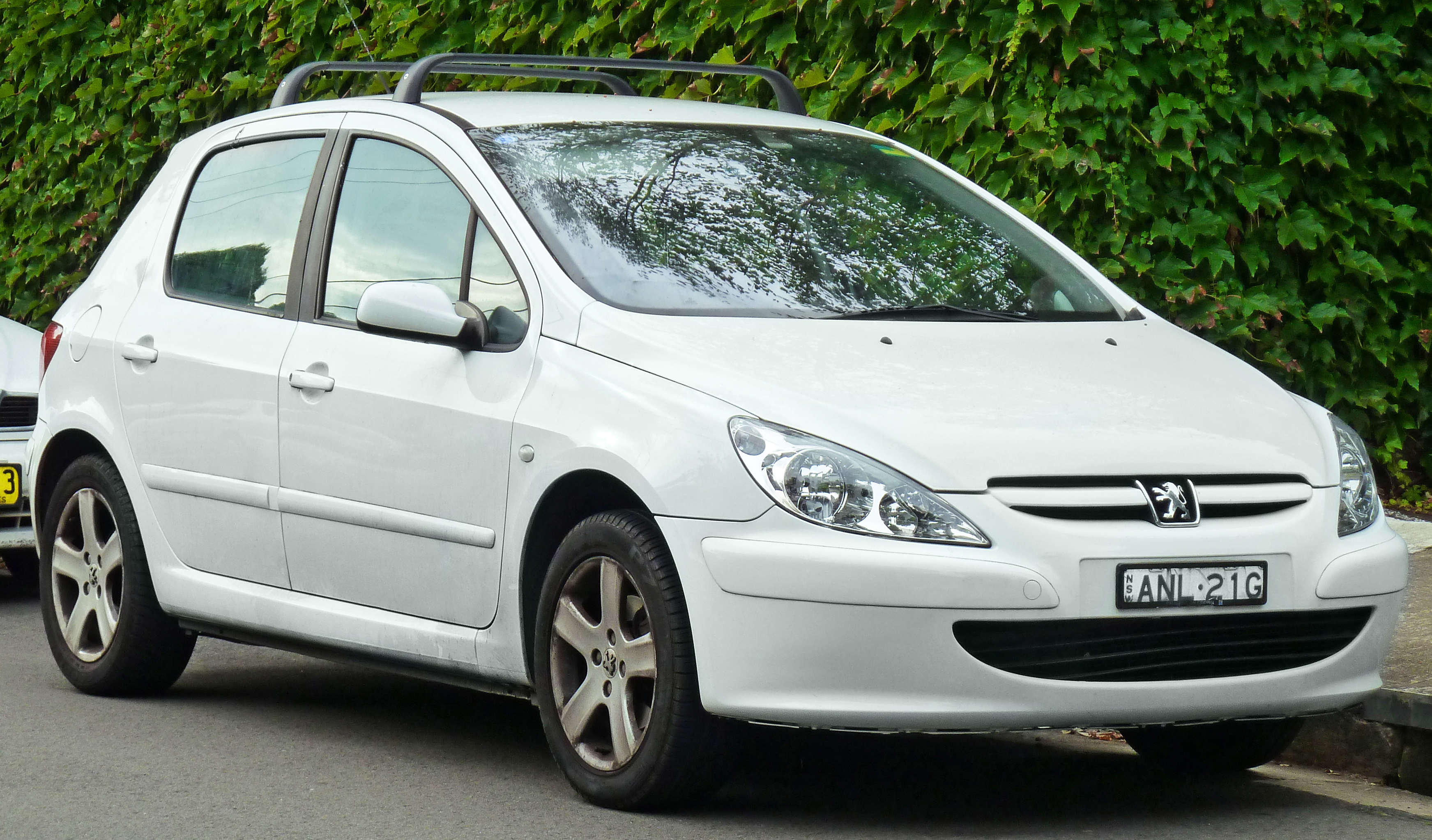
2001-2005 Peugeot 307
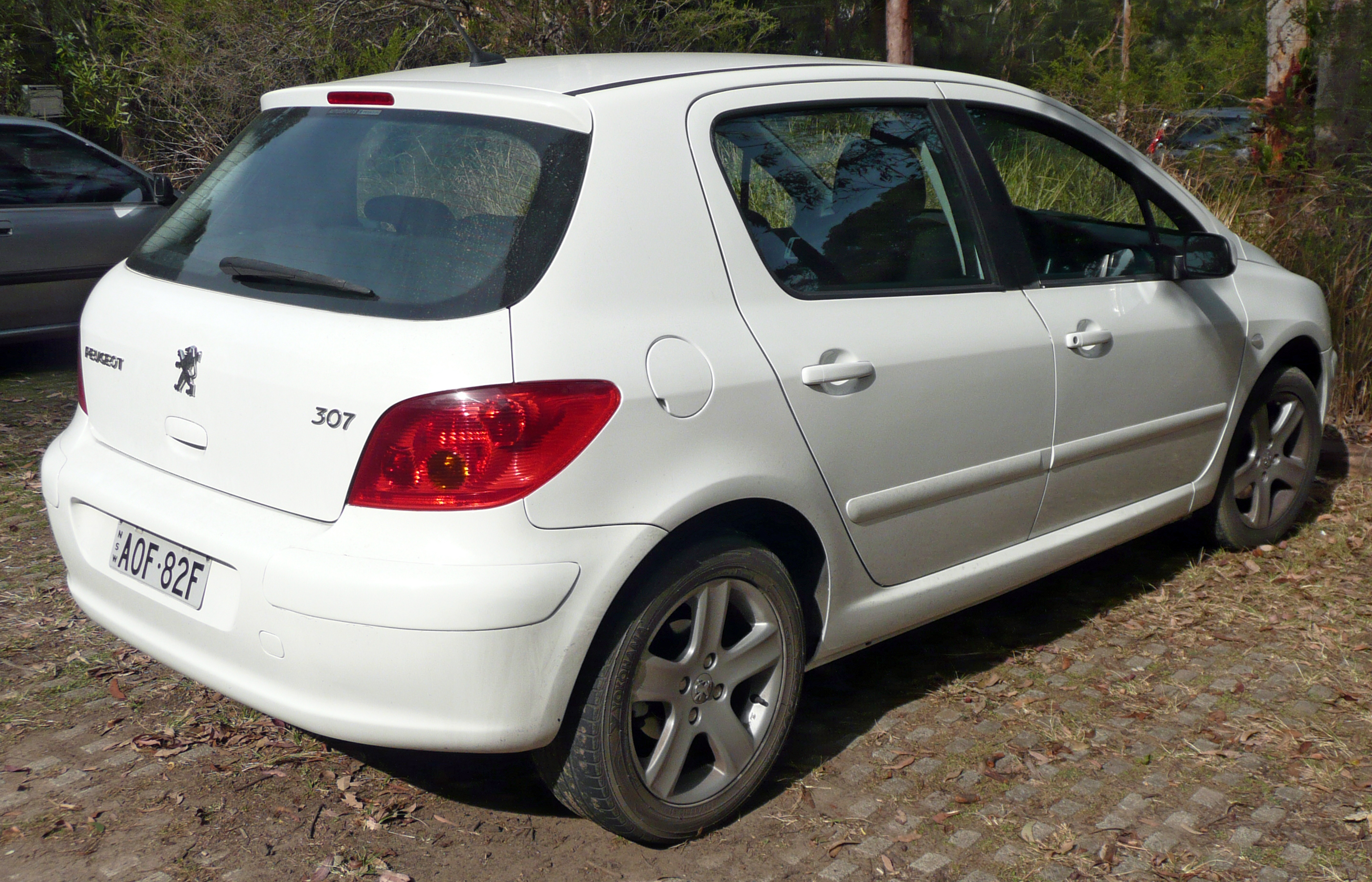
2001-2005 Peugeot 307
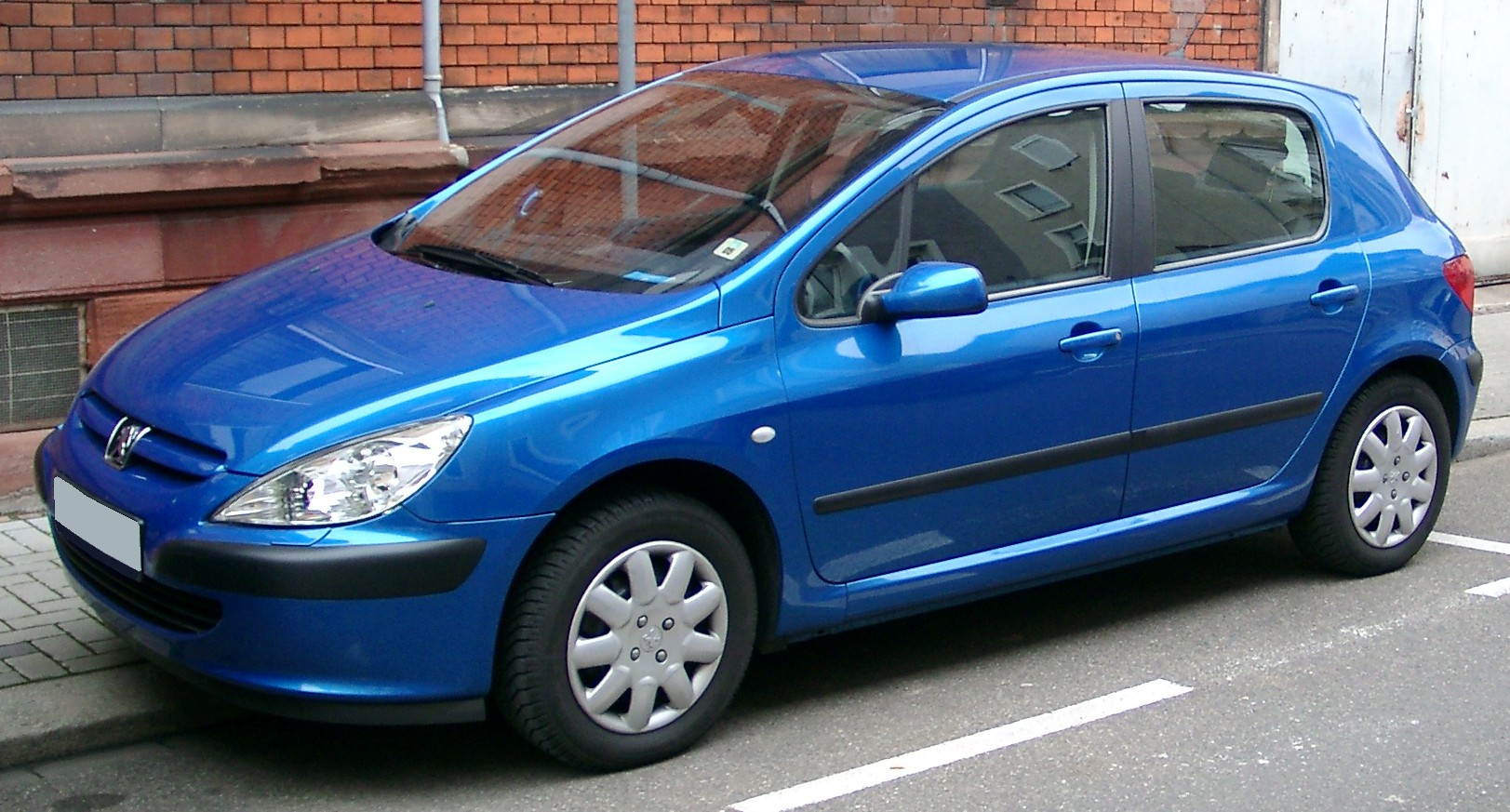
Peugeot 307
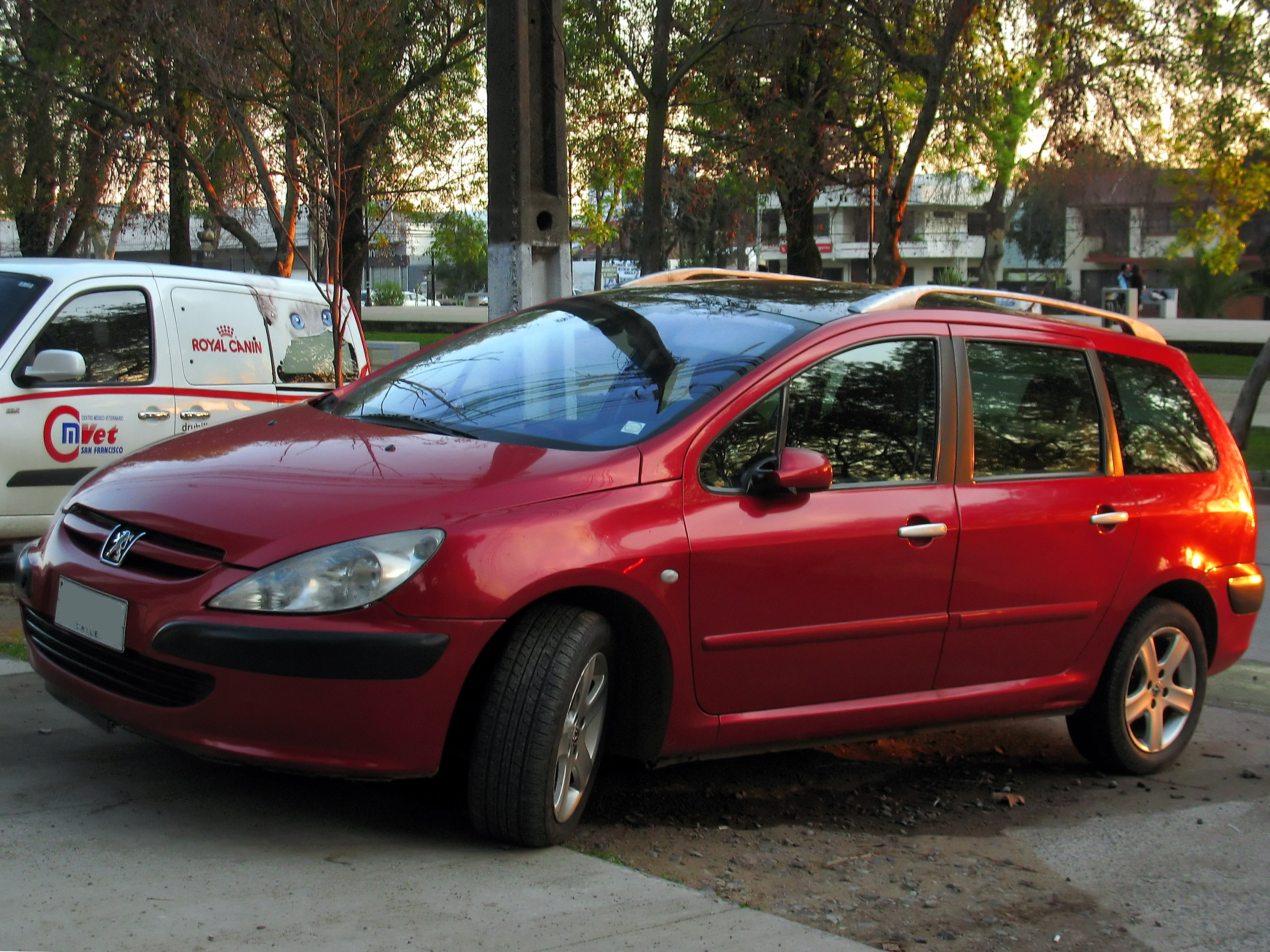
Peugeot 307 SW
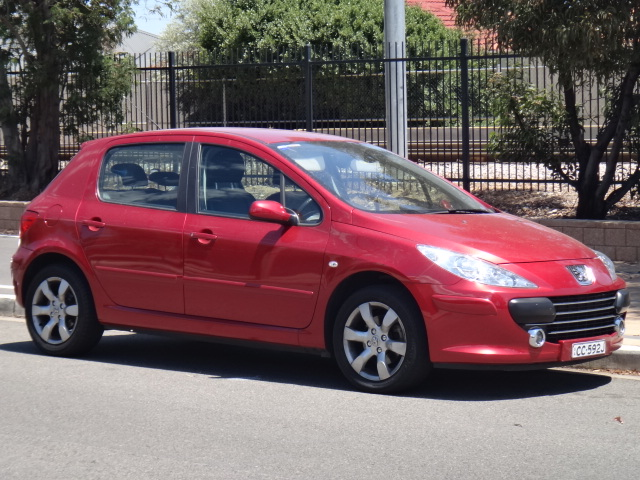
2006-os Peugeot 307
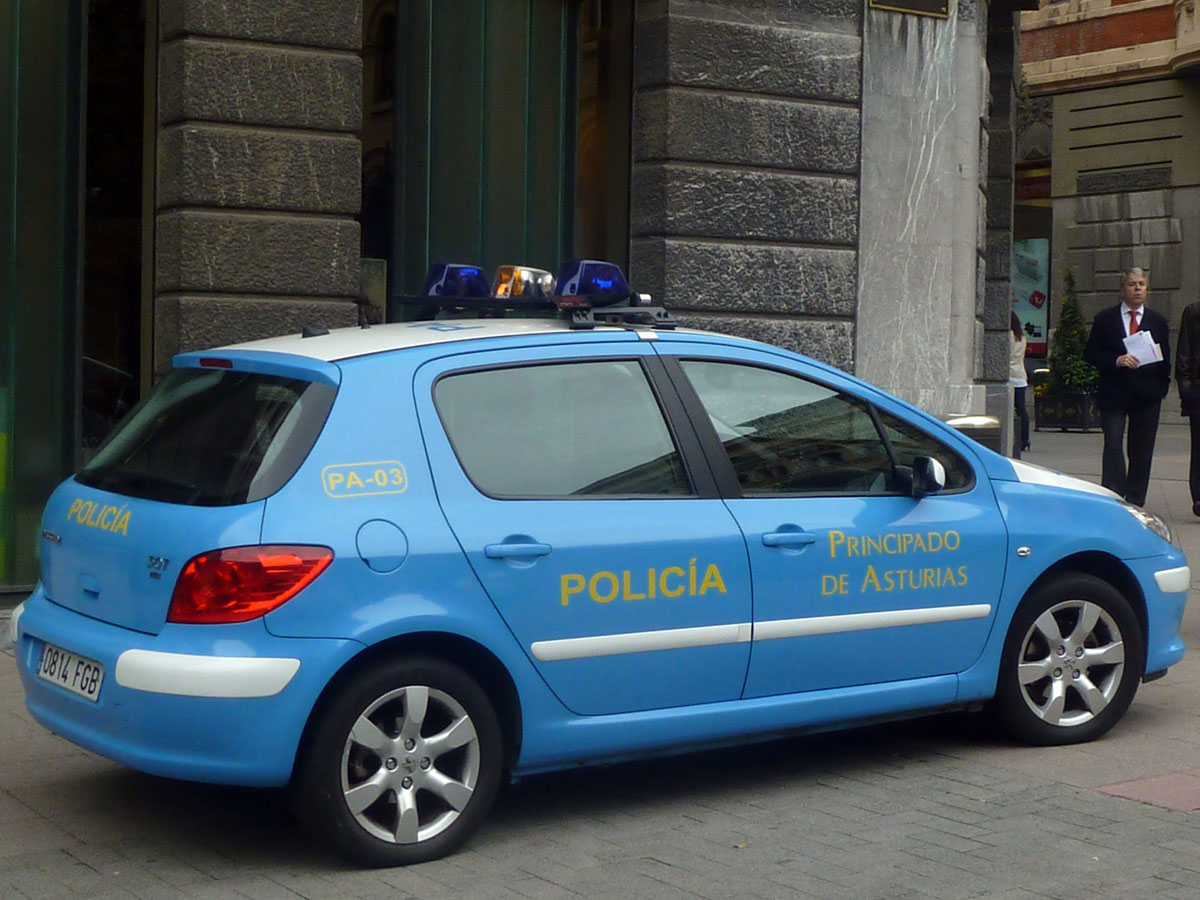
Peugeot 307 ráncfelvarrás után
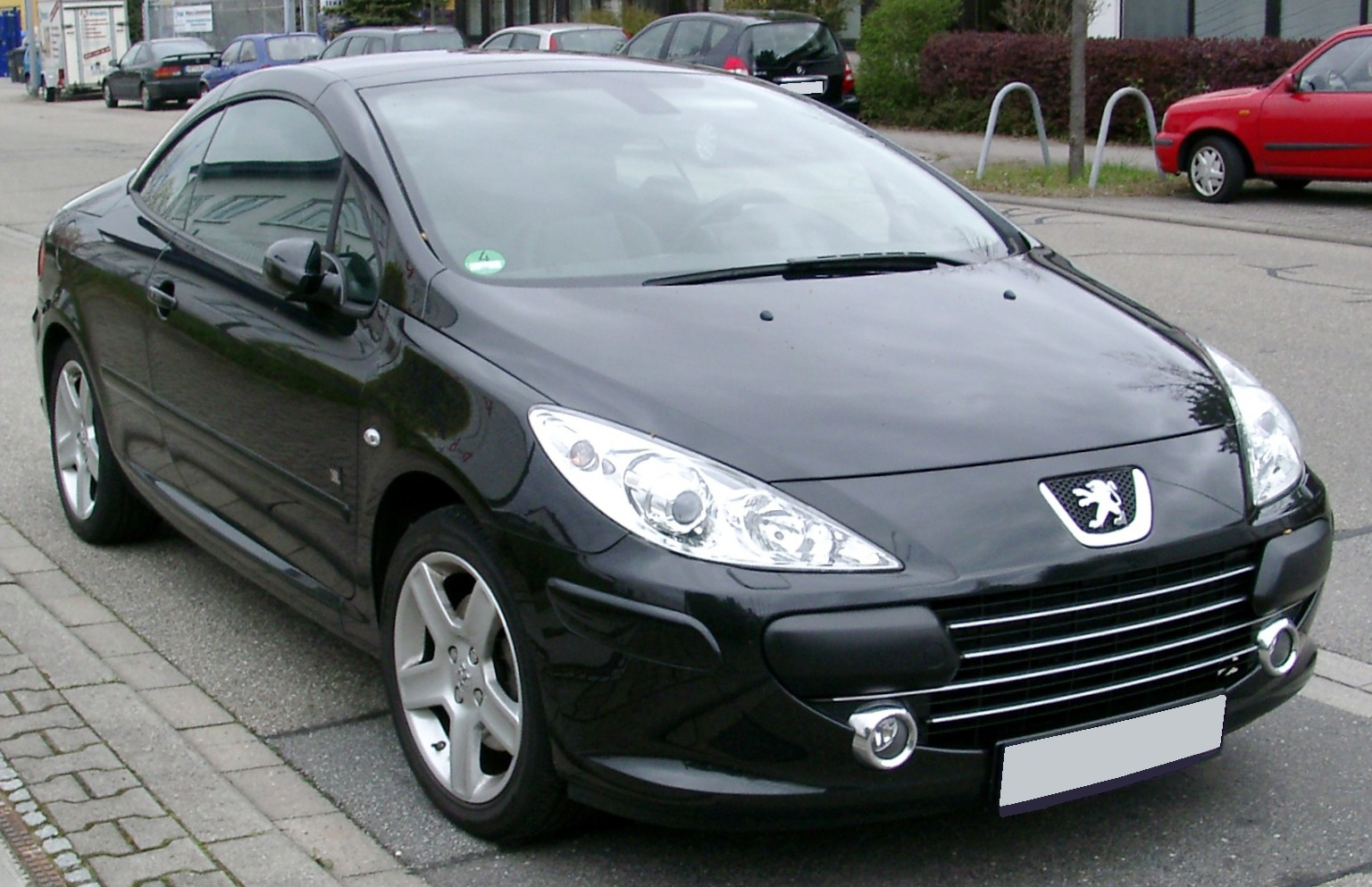
Peugeot 307 CC
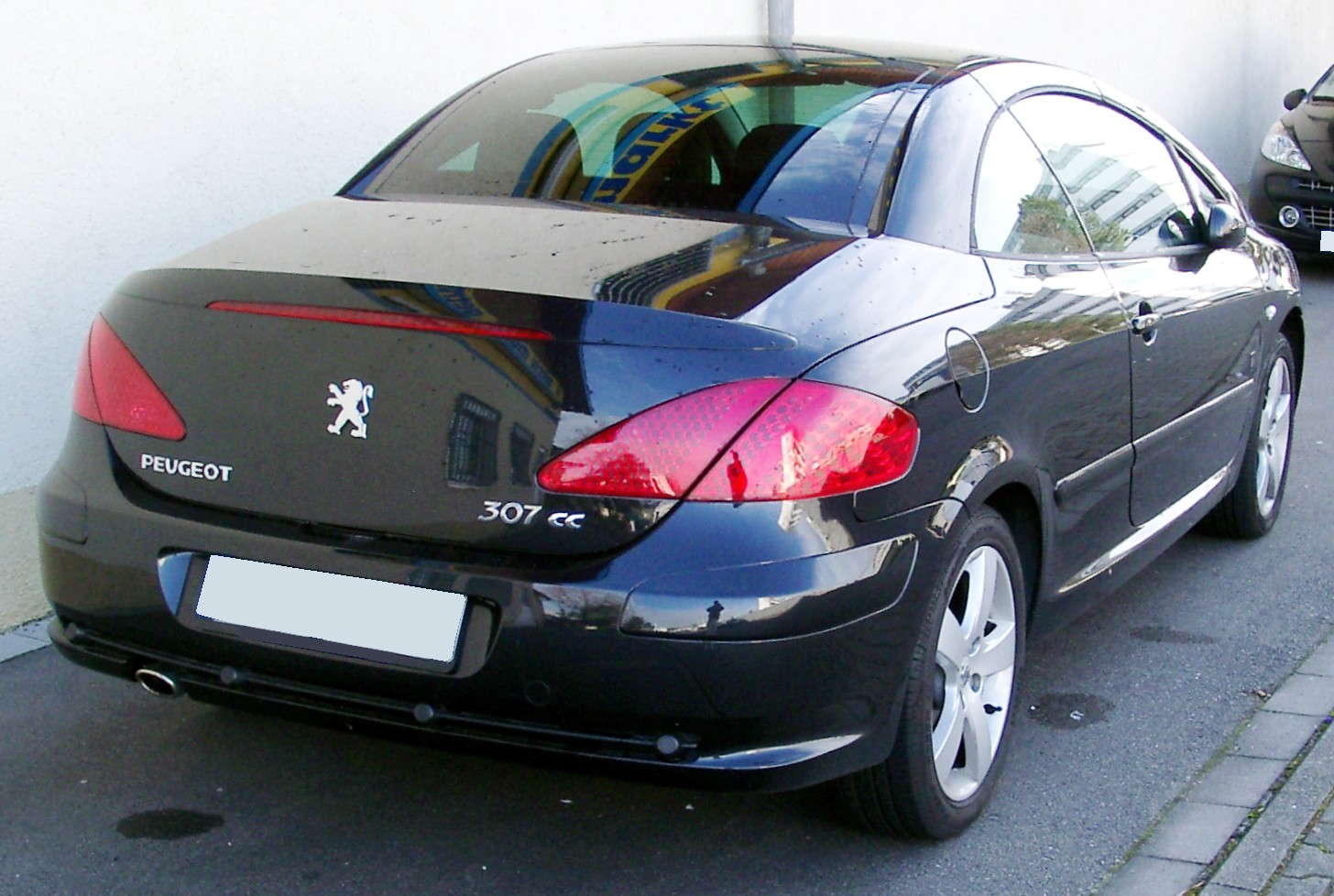
Peugeot 307 CC
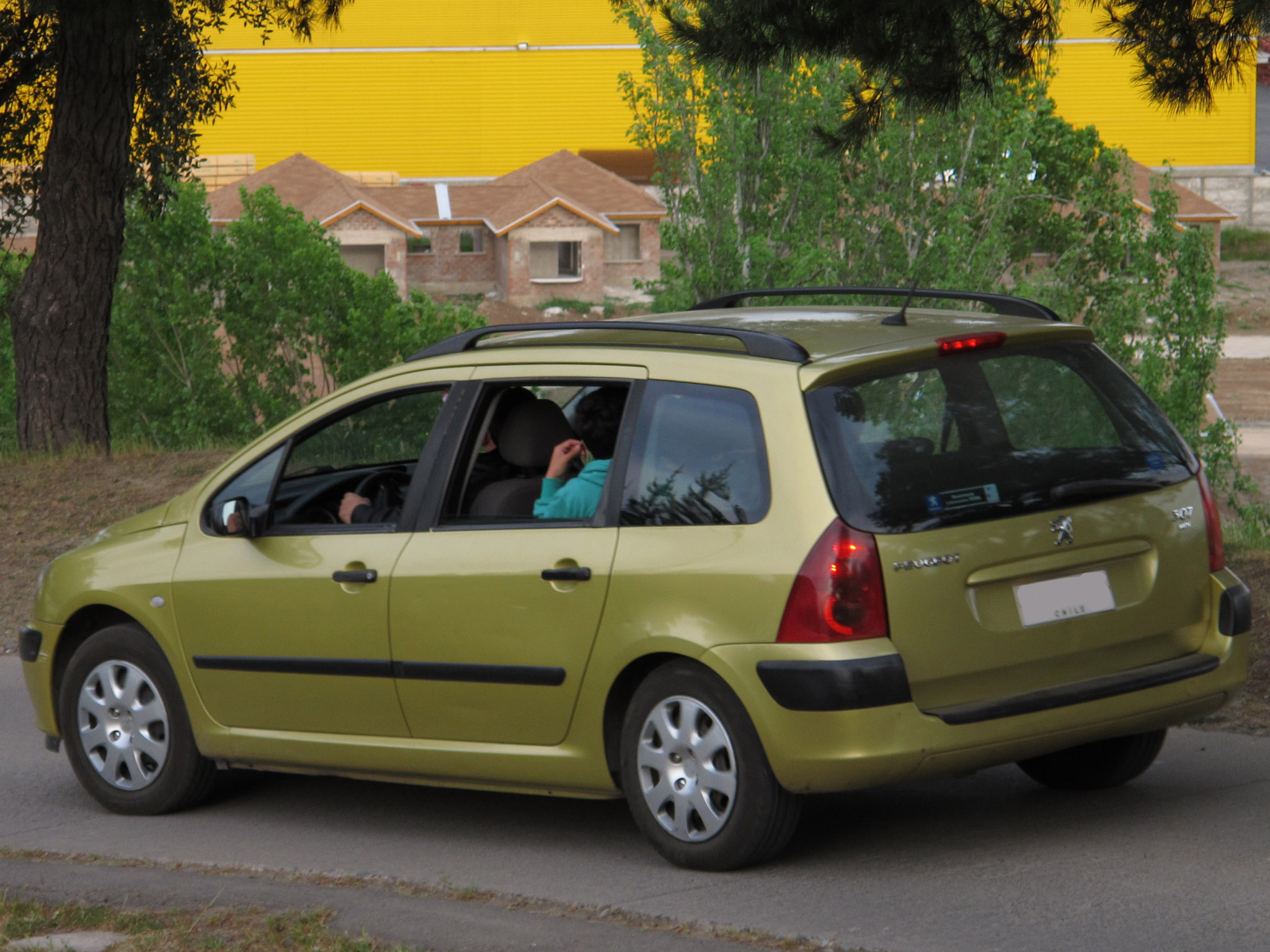
Peugeot 307 SW
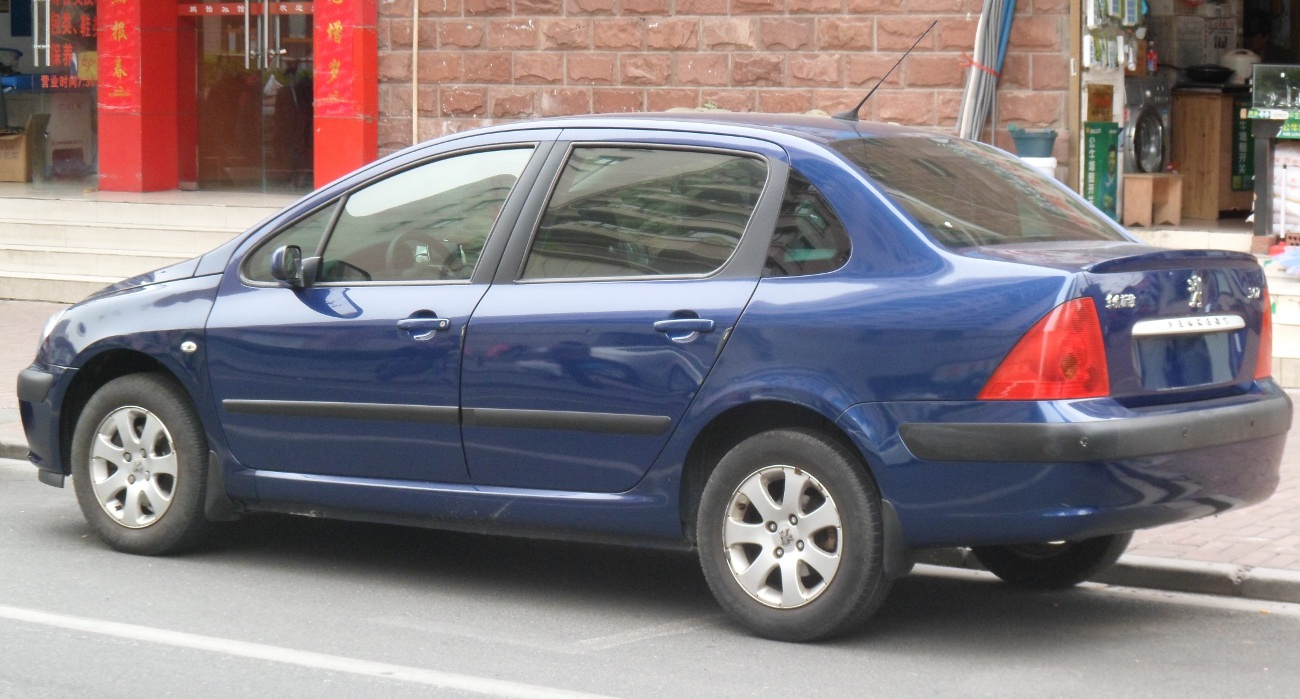
Peugeot 307 szedán

## Fordítás
- Ez a szócikk részben vagy egészben  a   Peugeot 307 című angol Wikipédia-szócikk ezen változatának fordításán alapul.  Az eredeti cikk szerkesztőit annak laptörténete sorolja fel. Ez a jelzés csupán a megfogalmazás eredetét és a szerzői jogokat jelzi, nem szolgál a cikkben szereplő információk forrásmegjelöléseként.